# Club Deportivo Bidasoa
El Club Deportivo Bidasoa, también  conocido como Bidasoa Irún, es un equipo español de balonmano de Irún (Guipúzcoa). Fue fundado en 1962 y actualmente disputa la Liga Asobal.

## Historia
Se funda en 1962 con el nombre de Club Deportivo Bidasoa de Irun por José Miguel Arana. Según fue pasando el tiempo, el equipo se fue asentando poco a poco en la División de Honor, hasta que a finales de los años 80, el equipo empezó a tener resultados destacables antes rivales de mayor entidad. Este periodo, de la mano del patrocinador Chocolates Elgorriaga, se culminó con la consecución del campeonato de Liga de la temporada 86/87.
La liga conseguida en 1986 inició un período muy fructífero, consiguiendo otra liga (94/95), dos Copas del Rey (90/91 y 95/96), una copa ASOBAL (92/93). A nivel europeo, cabe destacar la consecución de la Copa de Europa (94/95), que junto con la Recopa de Europa (96/97) llevaron al equipo a ser un referente en Europa y un rival a batir en la máxima competición europea.Todo ello se consiguió teniendo de patrocinador a la firma irunesa "Chocolates Elgorriaga".
A principios del siglo XXI, vino el declive del equipo, donde los objetivos del equipo se limitaron a obtener la clasificación para alguna competición europea. Finalmente, en la temporada 2006/2007, el equipo desciende a División de Honor Plata. Al finalizar la temporada 2012/2013, disputa el ascenso en casa frente al Ángel Ximénez Puente Genil, perdiendo el partido por escasa renta. A pesar de todo, la desaparición del BM Atlético de Madrid, unida a la estabilidad económica del Club Deportivo Bidasoa, permiten que la temporada 2013/2014 sea la del deseado retorno a la División de Honor.
|  | Más detalles, en este resumen histórico |

## Plantilla 2024-25
|  | Porteros - 01 David Failde - 33 Jakub Skrzyniarz - 40 Leo Maciel Extremos izquierdos - 06 Endika Wamba - 08 Mikel Zabala - 32 Dariel García Extremos derechos - 02 Iñaki Cavero - 07 Javier Gastaminza - 09 Tao Gey-Emparan Pívots - 04 Marko Jevtic - 11 Esteban Salinas - 28 Matheus Da Silva | Laterales izquierdos - 10 Eneko Furundarena - 20 Theodoros Boskos - 22 Alexandre Raix - 37 Jon Ander Iribar - 39 Asier Nieto - 97 Tito Díaz Centrales - 18 Andoni Beraza - 21 Unai Barreto - 23 Asier Iribar - 31 Gorka Nieto - 35 Pedro Pacheco Laterales derechos - 17 Rodrigo Salinas Muñoz - 19 Julen Mujika |

### Cuerpo técnico
- Entrenador: Alex Mozas
- Ayte. Entrenador: Javi Campo
- Preparador físico : Nacho Torrescusa
- Ent. Porteros: Jorge Martínez
- Médico: Ricardo Jiménez

## Últimas temporadas
| Temporada |  | División                | Posición        |
| --------- |  | ----------------------- | --------------- |
| 1980-81   |  | División de Honor       | 7.º             |
| 1981-82   |  | División de Honor       | 8.º             |
| 1982-83   |  | División de Honor       | 4.º             |
| 1983-84   |  | División de Honor       | 5.º             |
| 1984-85   |  | División de Honor       | 6.º             |
| 1985-86   |  | División de Honor       | 4.º             |
| 1986-87   |  | División de Honor       | 1.º             |
| 1987-88   |  | División de Honor       | 6.º             |
| 1988-89   |  | División de Honor       | 7.º             |
| 1989-90   |  | División de Honor       | 6.º             |
| 1990-91   |  | Liga Asobal             | 4.º             |
| 1991-92   |  | Liga Asobal             | 7.º             |
| 1992-93   |  | Liga Asobal             | 5.º             |
| 1993-94   |  | Liga Asobal             | 2.º             |
| 1994-95   |  | Liga Asobal             | 1.º             |
| 1995-96   |  | Liga Asobal             | 3.º             |
| 1996-97   |  | Liga Asobal             | 5.º             |
| 1997-98   |  | Liga Asobal             | 8.º             |
| 1998-99   |  | Liga Asobal             | 11.º            |
| 1999-00   |  | Liga Asobal             | 4.º             |
| 2000-01   |  | Liga Asobal             | 5.º             |
| 2001-02   |  | Liga Asobal             | 8.º             |
| 2002-03   |  | Liga Asobal             | 8.º             |
| 2003-04   |  | Liga Asobal             | 13.º            |
| 2004-05   |  | Liga Asobal             | 11.º            |
| 2005-06   |  | Liga Asobal             | 6.º             |
| 2006-07   |  | Liga Asobal             | 17.º (descenso) |
| 2007-08   |  | División de Honor Plata | 9.º             |
| 2008-09   |  | División de Honor Plata | 9.º             |
| 2009-10   |  | División de Honor Plata | 10.º            |
| 2010-11   |  | División de Honor Plata | 13.º            |
| 2011-12   |  | División de Honor Plata | 12.º            |
| 2012-13   |  | División de Honor Plata | 3.º (ascenso)   |
| 2013-14   |  | Liga Asobal             | 16.º (descenso) |
| 2014-15   |  | División de Honor Plata | 5.º             |
| 2015-16   |  | División de Honor Plata | 2.º (ascenso)   |
| 2016-17   |  | Liga Asobal             | 11.º            |
| 2017-18   |  | Liga Asobal             | 10.º            |
| 2018-19   |  | Liga Asobal             | 2.º             |
| 2019-20   |  | Liga Asobal             | 3.º             |
| 2020-21   |  | Liga Asobal             | 2.º             |
| 2021-22   |  | Liga Asobal             | 3.º             |
| 2022-23   |  | Liga Asobal             | 4.º             |

## Números retirados
- 13 - Julen Aguinagalde
- 12 - Miguel Angel Zúñiga
- 13 - Fernando Bolea
- 18 - Aitor Etxaburu

## Trayectoria internacional
| Competición         | Victoria | Empate | Derrota | Total        |
| ------------------- | -------- | ------ | ------- | ------------ |
| Copa de Europa      | 31       | 5      | 8       | 44 partidos  |
| Recopa              | 18       | 3      | 11      | 32 partidos  |
| Supercopa Europea   | 1        | 0      | 1       | 2 partidos   |
| Copa EHF            | 18       | 4      | 8       | 30 partidos  |
| EHF European League | 17       | 3      | 19      | 39 partidos  |
| Total               | 85       | 15     | 47      | 147 partidos |

|  | Para más detalles de los 147 partidos continentales, consultar en trayectoria europea |

## Palmarés

### Torneos internacionales
| Competición               | Títulos  | Subcampeonatos |
| ------------------------- | -------- | -------------- |
| Copa de Europa (1/1)      | 1994-95. | 1995-96.       |
| Recopa de Europa (1/1)    | 1996-97. | 1990-91.       |
| Supercopa de Europa (0/1) |          | 1997-98.       |

### Torneos nacionales
| Competición                            | Competición                            | Títulos          | Subcampeonatos                      |
| -------------------------------------- | -------------------------------------- | ---------------- | ----------------------------------- |
| Liga (2/3)                             | División de Honor (1/0)                | 1986-87.         | 1988-89, 1989-90.                   |
| Liga (2/3)                             | Liga Asobal (1/4)                      | 1994-95.         | 1993-94, 2018-19, 2020-21, 2023/24. |
| Copa del Rey (2/4)                     | Copa del Rey (2/4)                     | 1990-91, 1995-96 | 1982-83, 1987-88, 1989-90, 1992-93. |
| Copa Asobal (1/4)                      | Copa Asobal (1/4)                      | 1992-93.         | 1991-92, 2018-19, 2019-20, 2021-22. |
| Supercopa de España (1/4)              | Supercopa de España (1/4)              | 1995-96.         | 1987-88, 1988-89, 1993-94, 1996-97. |
| División de Honor Plata (0/1)          | División de Honor Plata (0/1)          |                  | 2015-16.                            |
| Fase de ascenso a la Liga Asobal (1/1) | Fase de ascenso a la Liga Asobal (1/1) | 2016.            | 2013.                               |

## Personalidades relevantes

### Jugadores
| - Senjanin Maglajlija - Marco Oneto - Julio Fis - Patrick Cazal - Olivier Girault - Christophe Kempé - Alfreð Gíslason | - Bogdan Wenta - Tomas Svensson - Oleg Kisselev - Viatcheslav Kobin - Mladen Bojinović - Nenad Peruničić - Nedeljko Jovanović | - Julen Aginagalde - Jordi Núñez Carretero - Fernando Bolea - Aitor Etxaburu - Iñaki Álvarez - Mario Hernández - Gurutz Aginagalde - Miguel Ángel Zúñiga |

### Entrenadores
| - José Antonio Apezteguia - Antxon Goikoetxea - Carlos Iglesias - Juantxo Villarreal | - Ivan Sopalovic - Mario Hernández - Jordi Ribera - Julián Ruiz | - Aitor Etxaburu - Fernando Herrero - Fernando Bolea - Jacobo Cuétara |

### Presidentes
- José Miguel Arana
- Manolo López
- Emilio Visiers
- José Antonio Quiñones
- Beñardo García
- Luis Cuñado
- Javier Sesma
- José Ángel Sodupe
- Gurutz Aginagalde

## Pabellón
- Nombre: Polideportivo Artaleku.
- Ciudad: Irún
- Capacidad: 2200 espectadores
- Dirección: C/ Artaleku, s/n.

- Otros pabellones: Frontón Uranzu (calle Juncal, s/n).